# Windorgel Vlissingen

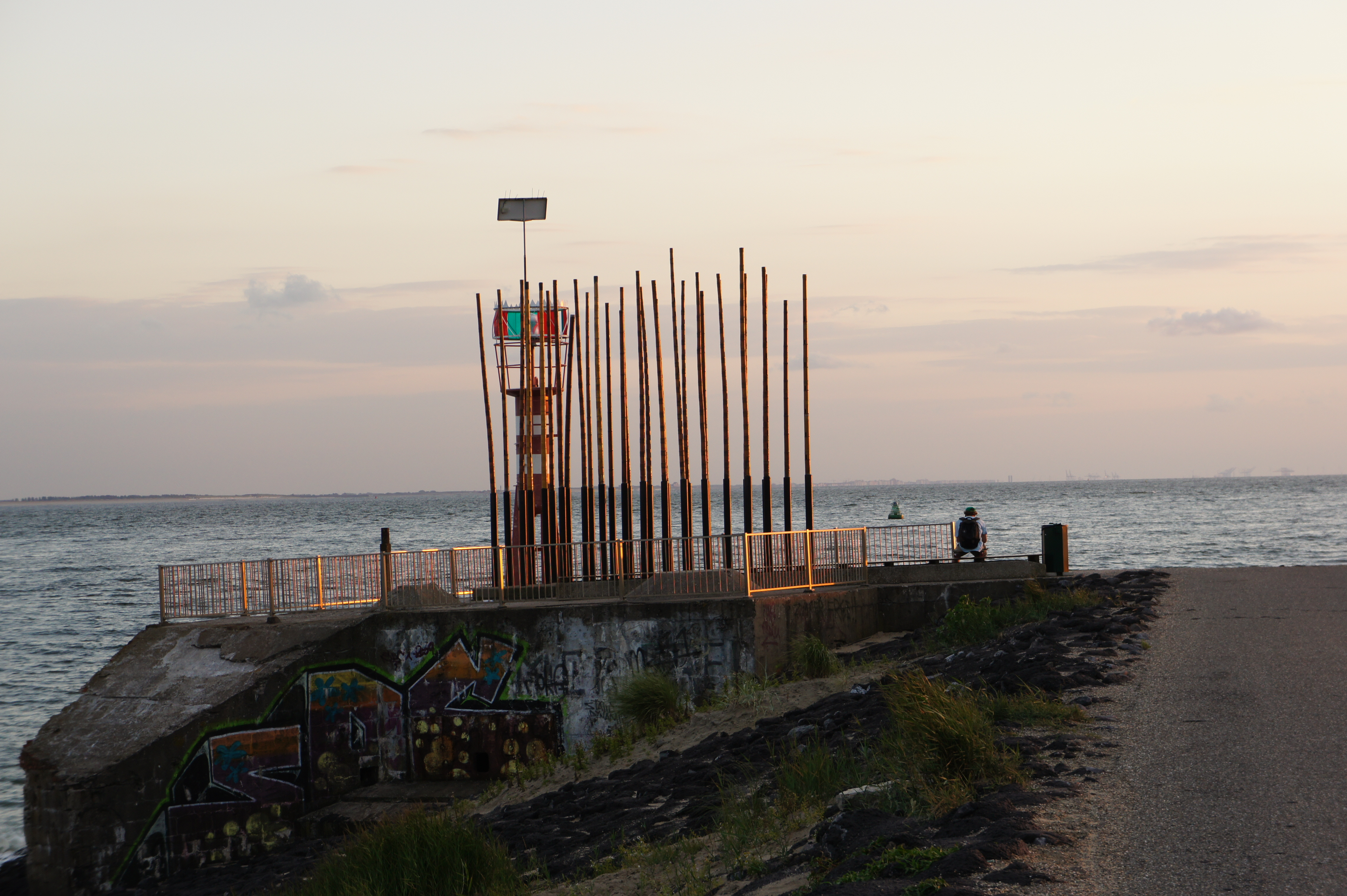
Het windorgel in Vlissingen.

Het Wereld Windorgel is een geluidssculptuur bestaande uit verticaal geplaatste bamboebuizen waarin gaten zijn gemaakt. Het staat op het Nollehoofd, aan het einde van de Nolledijk in Vlissingen, in de Nederlandse provincie Zeeland. Het windorgel is een blaasinstrument dat wordt bespeeld door de wind en produceert een scala aan sonore, soms haast brommende tonen.

## Eerste windorgel
Het eerste windorgel werd in augustus 1975 geplaatst op het Nollestrand door de Belgische kunstenaar Raphaël August Opstaele en het door hem opgerichte collectief Mass Moving. Dit ondernemende collectief had een flinke hoeveelheid bamboe uit Kameroen gehaald met de bedoeling hier langs de kust van West-Afrika tot aan de Noordpool een keten van windorgels te bouwen. Met dit zogeheten 'Sound Stream-project' wilden de kunstenaars de culturele verbondenheid met Afrika symboliseren.

## Tweede windorgel
Tijdens een zware storm op 3 januari 1976 is het uit vijftig bamboestokken bestaande windorgel stukgewaaid en weggespoeld. Dankzij een gift van het Anjerfonds kon het Wereld Windorgel in oktober 1976 worden herbouwd door kunstenaars van Mass & Individual Moving. Als nieuwe locatie werd gekozen voor de Duitse bunker, een restant uit de Tweede Wereldoorlog aan het einde van de Nolledijk.

## Derde windorgel
In april 1981 is het windorgel door vandalen grotendeels verwoest; acht van de twintig op rij geplaatste bamboebuizen werden omgezaagd. Dankzij een inzamelingsactie van het Buro Beeldende Kunst in Vlissingen kon het Wereld Windorgel in 1983 op de Nollebunker worden herbouwd. De zitbank naast het windorgel is geconstrueerd rondom de sokkel van het eerdere windorgel. In november 1983 is het kunstwerk met de onthulling van een gedenkplaat officieel in gebruik genomen waarbij Fanfare Sint Juttemis met het orgel musiceerde. Componist en organist Daan Manneke liet zich eerder in 1979 inspireren door het Vlissingse windorgel voor zijn compositie 'Pneoo'. Sopraansaxofonist Dies le Duc gaf in de zomer van 2008 een 'Concert voor sax en windorgel' op de Nolledijk.
In tegenstelling tot andere plaatsen is het Wereld Windorgel in Vlissingen volledig geaccepteerd en inmiddels niet meer weg te denken. Voor zover bekend is het Vlissingse windorgel het enige nog bestaande permanente windorgel. In 1990 is ook in Petten een windorgel gebouwd. Na klachten van natuurorganisaties die van mening waren dat de sonore tonen de rust ontoelaatbaar zouden verstoren en vanwege de hoge onderhoudskosten is het Pettense windorgel in 2002 definitief gesloopt.

## Lichtopstand de Nolle
Op de bunker naast de windorgel staat een 6,1 meter hoge stalen lichtopstand als baken voor het scheepvaartverkeer over de Westerschelde. Het draagt een sectorlicht met een lichthoogte van 12 meter boven zeeniveau en een bereik van 6 zeemijlen.

## Zimmer Frei
Sinds 1985 is de Nollebunker waarop het windorgel staat voorzien van de bitter-humoristische tekst 'Zimmer Frei' die weliswaar zo nu en dan wordt overgeschilderd maar steeds weer terugkeert. De tekst is voor het eerst aangebracht in de nacht voor de opening het Vlissingse Straatfestival in 1985 door de in Vlissingen wonende Italiaan Livio Scaïni. De vader van de latere persfotograaf Scaïni was tijdens de Tweede Wereldoorlog te werk gesteld door de Duitsers en zonder enige aanleiding mishandeld. Hoewel vader Scaïni zich nooit heeft gewroken, nam Livio zich voor om ooit wraak te nemen voor het onrecht dat zijn vader was aangedaan. Voor Scaïni tot zijn ludieke daad overging polste hij zijn plan eerst bij de uitbater van café Vanuus in de Vlissingse Walstraat die het meteen een goed idee vond en Scaïni bovendien een glas bier in het vooruitzicht stelde wanneer de tekst was aangebracht. Bij de Hema kocht Scaïni de benodigde verf en na een laatste bezoek aan café Vanuus is bij rond 12 uur 's nachts begonnen met het schilderen van de letters. Om 3 uur 's nachts stond zowel aan de land- als zeezijde de tekst 'Zimmer frei'. Tevreden met het resultaat fotografeerde Scaïni korte tijd later de bunker met tekst en bood de foto aan de Provinciale Zeeuwse Courant aan, die er na lange beraadslagingen geen heil in zag de foto te plaatsen. Toen Scaïni enkele maanden later zijn dochter in Parijs bezocht, liet hij zijn foto achter bij zijn voormalige werkgever, het Franse persbureau AGIP (Agence General d'Information et de presse/Agence Photographique de Presse). De foto werd onder meer via het persbureau Reuters door kranten over de hele wereld geplaatst.